# Giulio Vitelli
Giulio Vitelli (Città di Castello, 1458 - 1530) est un évêque et un condottiere italien.

## Biographie
Giulio Vitelli est le fils naturel de Niccolò ; frère de Camillo, Giovanni, Paolo et Vitellozzo Vitelli. 
En 1487, il est condottière au service du pape. 
En 1498, il est nommé évêque de Città di Castello par le pape Alexandre VI. 
À la suite de la Congiura di Magione et du piège tendu par César Borgia qui a rejoint avec son armée les anciens insurgés à Senigallia, sous prétexte de fêter les retrouvailles. Le 31 décembre 1502 Borgia isole adroitement les capitaines de leurs troupes et les arrête.
Son frère Vitellozzo Vitelli et Oliverotto da Fermo sont étranglés la nuit même (31 décembre 1502) par le tueur attitré de César Borgia, Michelotto Corella. 
Paolo Vitelli regroupe les forces des Vitelli, en 1503 il échappe à César Borgia mais perd son titre d'évêque et est destitué le 4 août 1503. 
Après la chute des Borgia, Vitelli se rapproche de nouveau de la papauté. 
En 1512 il conquiert le château de Ravenne. 
En 1516 il est gouverneur d'Urbino pour le compte de Laurent II de Médicis. 
Au service du pape Léon X il participe à la guerre d'Urbino à côté de Laurent II de Médicis, Renzo di Ceri, et Guido Rangoni. 
Après l'échec de l'entreprise il rentre à Città di Castello en 1517 où il meurt en 1530.